# Патара-Эцери
Патара-Эцери (груз. პატარა ეწერი) — село в Грузии, на территории Самтредского муниципалитета края (мхаре) Имеретия.

## География
Село находится в западной части Грузии, к северу от реки Риони, на расстоянии 6 километров к северо-востоку от города Самтредиа, административного центра муниципалитета. Абсолютная высота — 37 метров над уровнем моря.

## Население
По результатам официальной переписи населения 2014 года, в Патара-Эцери проживало 303 человека (145 мужчин и 158 женщин). В национальной структуре населения грузины составляли 99,7 %, армяне — 0,3 %.
| Год  | Население, человек |
| ---- | ------------------ |
| 2002 | 272                |
| 2014 | ↗ 303              |